# Wikstroemia brachyantha
Wikstroemia brachyantha är en tibastväxtart som beskrevs av Elmer Drew Merrill. Wikstroemia brachyantha ingår i släktet Wikstroemia och familjen tibastväxter. Inga underarter finns listade i Catalogue of Life.